# Gustave de Closmadeuc
Gustave Thomas de Closmadeuc, né le 12 novembre 1828 à La Roche-Bernard et mort en 1918 à Vannes, est un chirurgien et archéologue français.

## Biographie

### Famille
Gustave Thomas de Closmadeuc est né dans une famille d'ancienne bourgeoisie originaire de Bretagne, issue de Julien Thomas (1598-1658), sieur de Bénéac en Guer, (Morbihan), avocat en Parlement et sénéchal. *Jacques Thomas (1633-1679), sieur de Bénéac, était avocat à la cour. *Jean Thomas (mort avant 1735), sieur de Bénéac, était avocat à la cour, procureur fiscal du duché de Coislin, au siège de La Roche-Bernard, (Morbihan). *Joseph Thomas, sieur de Bénéac, était maire de La Roche-Bernard en 1737, procureur fiscal, subdélégué de l'Intendance de Bretagne. *Benjamin Fidèle Armand Thomas, sieur de Closmadeuc en Nivillac, (Morbihan), était avocat en Parlement en 1779, maire de La Roche-Bernard en 1790. *Eugène Thomas de Closmadeuc (1779-1858), était docteur en médecine.
La famille Thomas de Closmadeuc porte « d'azur au mât de navire  gréé d'or, pavilloné d'argent, une fasce d'argent chargée de 3 taus de gueules brochant sur le tout ».
Gustave Thomas de Closmadeuc est le fils d'Eugène Thomas de Closmadeuc, docteur en médecine, et de Marie Eulalie Guillemot de La Perrière.

### Carrière
Interne des Hôpitaux de Paris, il est docteur en médecine de la faculté de médecine de Paris en 1855 avec une thèse les calculs salivaires et devient chirurgien de l'hôpital de Vannes. Il assure les fonctions de chirurgien en chef de l'hôpital civil et militaire de Vannes de 1862 à 1881, ainsi que celle de médecin des Brigades de Douanes de Vannes, de la Compagnie du chemin de fer de Paris à Orléans  et de l'École normale de garçons du Morbihan, membre du Conseil départemental d'hygiène.
Il est conseiller municipal de Vannes et  président de la Société polymathique du Morbihan à Vannes. 
En cette qualité, il  est l'auteur d'ouvrages de médecine, d'archéologie et d'histoire, extraits des bulletins de cette société savante.

## Distinction et honneurs
- Chevalier de la Légion d'honneur (26 juin 1893)[3]
- Il est honoré en 1865 par l'Académie des Inscriptions et Belles-Lettres, pour son ouvrage intitulé Les monuments funéraires de l'Armorique primitive.
- En Bretagne, au moins cinq rues portent son nom, d'après Les Noms qui ont fait l'histoire de Bretagne, 1997.

## Source
- Les Noms qui ont fait l'histoire de Bretagne, Coop Breizh et Institut culturel de Bretagne, 1997, notice de Jean Gourhan.